# Ронис, Айвис
Айвис Ронис (латыш. Aivis Ronis; род. 20 мая 1968, Кулдига)  — политический деятель Латвии, дипломат. Министр иностранных дел Латвии  (29 апреля 2010  — 3 ноября 2010). Министр сообщений Латвии (с октября 2011 по март 2013 года). Занимал должность первого секретаря посольства Латвии в Швеции и заместителя госсекретаря МИДа Латвии. Экс-посол Латвии в Турции, НАТО и США. Беспартийный. Окончил Философское отделение Латвийского университета. Работал на латвийском телевидение.